# Цимбелин (фильм)
«Цимбелин» (англ. Cymbeline) — фильм Майкла Алмерейда, по одноименной пьесе Уильяма Шекспира. Главные роли исполнили Итан Хоук, Эд Харрис, Милла Йовович. Премьера в США состоялась 3 сентября 2014 года.
Слоган: «Короли, королевы, байкеры, война».

## Сюжет
Современный пересказ одноименной трагедии Уильяма Шекспира. Действие перенесено в наши дни. Цимбелин, лидер байкеров-наркоторговцев, объявляет войну местным продажным полицейским. Его дочери Имогене и её возлюбленному Постуму приходится самим сражаться за свою любовь.

## В ролях
| Актёр              | Роль              |
| ------------------ | ----------------- |
| Итан Хоук          | Яким              |
| Эд Харрис          | Цимбелин          |
| Милла Йовович      | Королева          |
| Джон Легуизамо     | Пасимо            |
| Пенн Бэджли        | Леонат Постум     |
| Дакота Джонсон     | Имогена           |
| Антон Ельчин       | Клотен            |
| Питер Джерети      | доктор Корнелиус  |
| Кевин Корриган     | Палач             |
| Джеймс Рэнсон      | Филарио           |
| Билл Пуллман       | Сицилиус Леонанус |
| Делрой Линдо       | Белариус          |
| Спенсер Трит Кларк | Гидериус          |
| Вонди Кертис-Холл  | Гай Луциус        |